# 法蒂玛圣母主教座堂 (楠普拉)
法蒂玛圣母主教座堂（葡萄牙語：Catedral Metropolitana de Nossa Senhora de Fátima）是位于是非洲莫桑比克城镇楠普拉的一座天主教教堂，为天主教楠普拉总教区主教座堂。
这座教堂于1956年在葡萄牙统治下由当时的葡萄牙总统弗朗西斯科·克拉维罗·洛佩斯举行落成典礼。这是一座传统设计建筑，由劳尔·利诺设计，建于1941年（教区成立后一年）至1955年间。它的正面有两座塔楼和一个拱形门廊。